# Oratorio di San Zeno in Poia
L'oratorio di San Zeno in Poia è una chiesa che si trova a Sant'Ambrogio di Valpolicella (provincia di Verona), situata sul colle Poia, a nord ovest del paese.
L'edificio è datato all'inizio del XII secolo e si hanno documenti relativi ad un suo utilizzo come oratorio a partire dal 1350. Il suo piccolo campanile merlato e con quattro monofore è di poco superiore e possiede ancora una campana.
Di grande pregio l'altare maggiore in marmo.

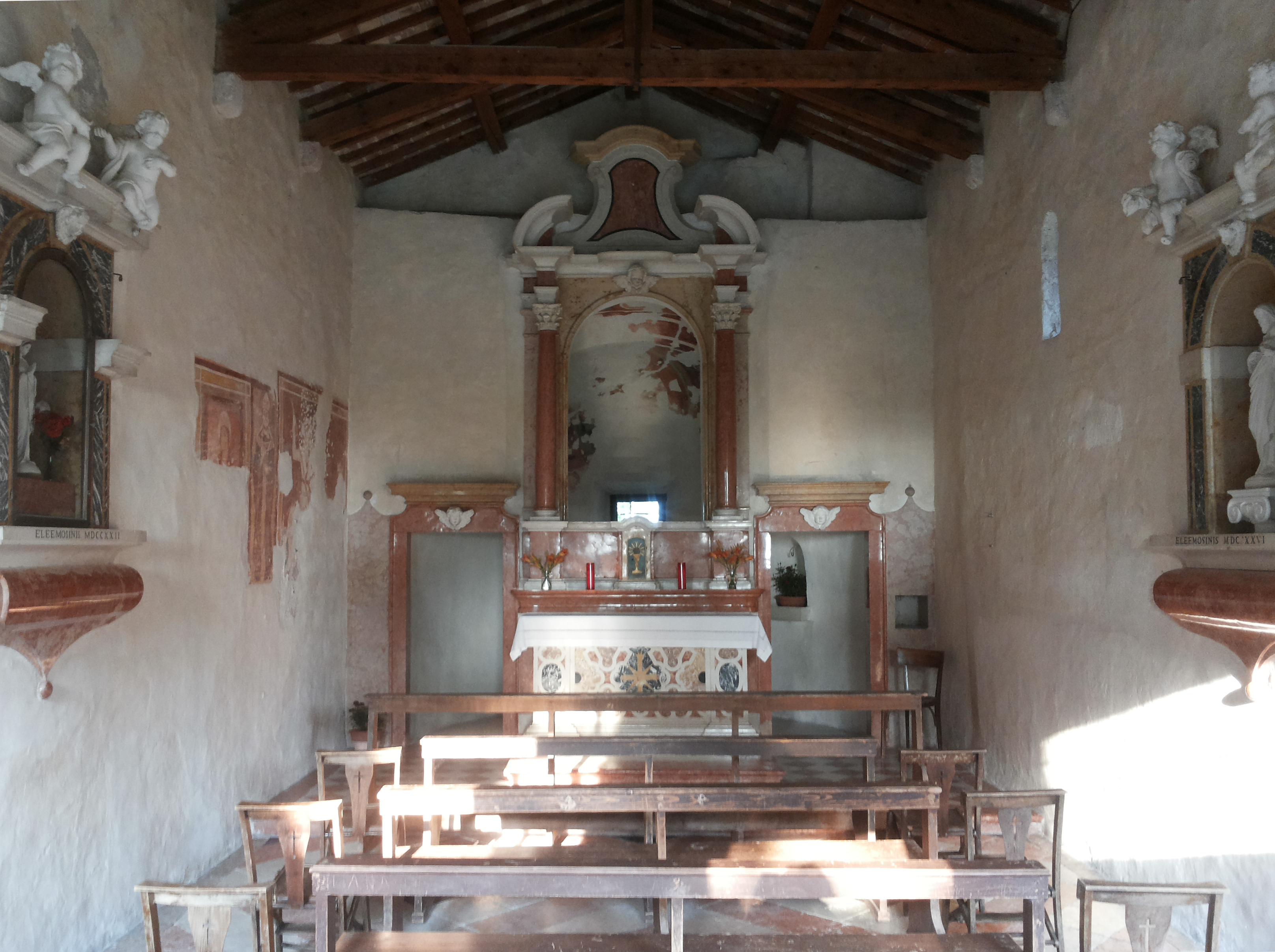
Interno dell'oratorio